# Кабралия-Паулиста
Кабралия-Паулиста (порт. Cabrália Paulista)  —  муниципалитет в Бразилии, входит в штат Сан-Паулу. Составная часть мезорегиона Бауру. Входит в экономико-статистический  микрорегион Бауру. Население составляет 5243 человека на 2006 год. Занимает площадь 239,210 км². Плотность населения — 21,9 чел./км².

## История
Город основан в 1920 году.

## Статистика
- Валовой внутренний продукт на 2003 составляет 64.274.230,00 реалов (данные: Бразильский институт географии и статистики).
- Валовой внутренний продукт на душу населения на 2003 составляет 12.922,04 реалов (данные: Бразильский институт географии и статистики).
- Индекс развития человеческого потенциала на 2000 составляет 0,743 (данные: Программа развития ООН).

## География
Климат местности: субтропический. В соответствии с классификацией Кёппена, климат относится к категории Cfb.